# Gallia County
Gallia County ist ein County im Bundesstaat Ohio der Vereinigten Staaten. Der Verwaltungssitz (County Seat) ist Gallipolis.

## Geographie
Das County liegt im Süden von Ohio, grenzt an West Virginia und hat eine Fläche von 1220 Quadratkilometern, wovon sechs Quadratkilometer Wasserfläche sind. Es grenzt im Uhrzeigersinn an folgende Countys: Vinton County, Meigs County, Mason County (West Virginia), Cabell County (West Virginia), Lawrence County und Jackson County.

## Geschichte
Gallia County wurde am 25. März 1803 aus Teilen des Adams County und des Washington County gebildet. Benannt wurde es nach den lateinischen Wort für Frankreich. Im Jahr 1803 bewilligte der Bund französischen Migranten Grund und Boden in Ohio, nachdem diese zuvor um ihr Land betrogen worden waren.
Neun Bauwerke und Stätten des Countys sind im National Register of Historic Places eingetragen (Stand 16. April 2018).

## Demografische Daten

Alterspyramide des Gallia County

Nach der Volkszählung im Jahr 2000 lebten im Gallia County 31.069 Menschen in 12.060 Haushalten und 8.586 Familien. Die Bevölkerungsdichte betrug 26 Einwohner pro Quadratkilometer. Ethnisch betrachtet setzte sich die Bevölkerung zusammen aus 95,26 Prozent Weißen, 2,70 Prozent Afroamerikanern, 0,43 Prozent amerikanischen Ureinwohnern, 0,35 Prozent Asiaten und 0,15 Prozent aus anderen ethnischen Gruppen; 1,11 Prozent stammten von zwei oder mehr Ethnien ab. 0,61 Prozent der Bevölkerung waren spanischer oder lateinamerikanischer Abstammung.
Von den 12.060 Haushalten hatten 33,0 Prozent Kinder und Jugendliche unter 18 Jahre, die bei ihnen lebten. 56,5 Prozent waren verheiratete, zusammenlebende Paare, 11,0 Prozent waren allein erziehende Mütter, 28,8 Prozent waren keine Familien, 25,2 Prozent waren Singlehaushalte und in 10,4 Prozent lebten Menschen im Alter von 65 Jahren oder darüber. Die Durchschnittshaushaltsgröße betrug 2,50 und die durchschnittliche Familiengröße lag bei 2,98 Personen.
Auf das gesamte County bezogen setzte sich die Bevölkerung zusammen aus 25,0 Prozent Einwohnern unter 18 Jahren, 9,7 Prozent zwischen 18 und 24 Jahren, 27,5 Prozent zwischen 25 und 44 Jahren, 24,2 Prozent zwischen 45 und 64 Jahren und 13,6 Prozent waren 65 Jahre alt oder darüber. Das Durchschnittsalter betrug 37 Jahre. Auf 100 weibliche Personen kamen 95,4 männliche Personen. Auf 100 Frauen im Alter von 18 Jahren oder darüber kamen statistisch 92,1 Männer.
Das jährliche Durchschnittseinkommen eines Haushalts betrug 30.191 USD, das Durchschnittseinkommen der Familien betrug 35.938 USD. Männer hatten ein Durchschnittseinkommen von 31.783 USD, Frauen 22.829 USD. Das Prokopfeinkommen betrug 15.183 USD. 13,5 Prozent der Familien und 18,1 Prozent der Bevölkerung lebten unterhalb der Armutsgrenze. Davon waren 25,2 Prozent Kinder oder Jugendliche unter 18 Jahre und 10,0 Prozent waren Menschen über 65 Jahre.

## Ortschaften in Gallia County

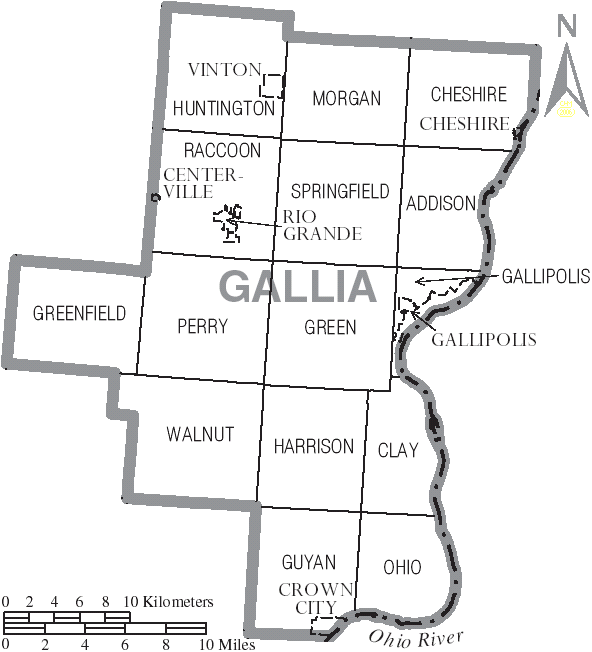
Karte des Gallia mit Gemeinde- und Stadtgrenzen

Es gibt keine Citys in Gallia County.

### Villages
| - Centerville - Cheshire - Crown City | - Gallipolis - Rio Grande - Vinton |

### Townships
Da es im Gallia County keine Städte und nur wenige Gemeinden gibt, haben die Townships noch immer eine große Bedeutung für das County.
| - Addison - Cheshire - Clay - Green - Greenfield | - Gallipolis - Guyan - Harrison - Huntington - Morgan | - Ohio - Perry - Raccoon - Springfield - Walnut |

### Gemeindefreie Gebiete
- Bidwell
- Kerr
- Patriot